# Apollo (mistico)
Apollo (... – IV secolo) è stato un monaco cristiano egiziano, venerato come santo dalla Chiesa copta.

## Biografia
Visse come eremita nella Tebaide.
Fu fondatore e primo abate del monastero di Bawit.

## Culto
È celebrato dalla chiesa copta il 22 ottobre.